# Co-Dependents Anonymous
Co-Dependents Anonymous (CoDA; Eng. voor Anonieme medeafhankelijken) is een twaalfstappenprogramma waarvan de deelnemers streven naar gezonde relaties vanuit het vertrekpunt van een levenspatroon van codependentie. Een zelfomschrijving luidt:

De meesten van ons hebben naar manieren gezocht om de dilemma's van de conflicten in hun relaties en hun jeugd te boven te komen. Velen onder ons zijn opgegroeid in gezinnen waar verslaving bestond, anderen niet. In beide gevallen hebben we in onze levens ervaren dat codependence een zeer diepgeworteld, dwangmatig gedragspatroon is dat is voortgebracht door onze soms matig, soms extreem disfunctionele familiesystemen. We hebben ieder op onze eigen manier gedurende ons leven het pijnlijke trauma van de leegte van onze jeugd en onze relaties ervaren.

Co-Dependents Anonymous werd in 1986 opgericht in Phoenix, Arizona. Er zijn ongeveer 1200 groepen in de Verenigde Staten; daarnaast is CoDA actief in meer dan 40 landen.